# Slimme Grietje
Slimme Grietje is een sprookje uit Kinder- und Hausmärchen, de verzameling van de gebroeders Grimm, met als nummer KHM77. De oorspronkelijke naam is Das kluge Gretel.

## Het verhaal
Grietje is kokkin en danst graag op haar schoenen met rode hakken, ze vindt zichzelf mooi en drinkt en eet graag van het lekkerste wat ze klaar heeft gemaakt na een avondje uit. Op een dag komt een gast en Grietje slacht kippen, overgiet ze met kokend water, plukt ze en steekt ze aan het spit om boven het vuur te braden. Het eten is klaar, maar de gast is nog niet gearriveerd en de baas gaat zijn gast halen en Grietje neemt iets te drinken uit een kruik in de kelder. Dan proeft ze iets van de kippetjes en neemt opnieuw een slok in de kelder. Ze eet op een gegeven moment de hele kip op en haar baas in nog niet terug. Ze gaat opnieuw naar de kelder voor een slok en eet daarna ook de tweede kip op.
Dan komt de baas thuis en vertelt dat de gast er ook aan komt. De baas kijkt of de tafel netjes is gedekt en pakt het mes van tafel en gaat deze slijpen. Dan klopt de gast aan en Grietje doet open, ze vertelt de man dat haar baas hem heeft uitgenodigd om zijn oren af te snijden. De man hoort inderdaad het geluid van een mes dat geslepen wordt en gaat snel weg. Dan rent Grietje schreeuwend naar haar baas en vertelt dat de gast beide kippen heeft gestolen. De baas ziet zijn gast rennen en roept dat hij slechts één wil hebben. Hij bedoelt zijn kip, maar de gast denkt dat hij een van zijn oren af wil snijden en rent alsof de duivel hem op de hielen zit naar huis.

## Achtergronden bij het verhaal
- Het sprookje is bewerkt naar het lied Die vernascht Maid (1536) van Hans Sachs en een verhaal uit Ovum paschale oder neugefärbte Oster-Ayr (1700) van Andreas Strobl.
- Het verhaal staat ook in de verzameling Schimpf und Ernst (1522) van Johann Pauli en in Turkse en Indische verhalenbundels, het is ook bekend uit Duizend-en-één-nacht.
- Grietje wordt als naam veel gebruikt in sprookjes, zie bijvoorbeeld Hans en Grietje (KHM15) en Slimme Hans (KHM32).
- Het verhaal staat in verband met De drie spinsters (KHM14) en Vrouw Holle (KHM24), waar personen zich ook niks aantrekken van normen en waarden en liegen.